# Götz von Berlichingen

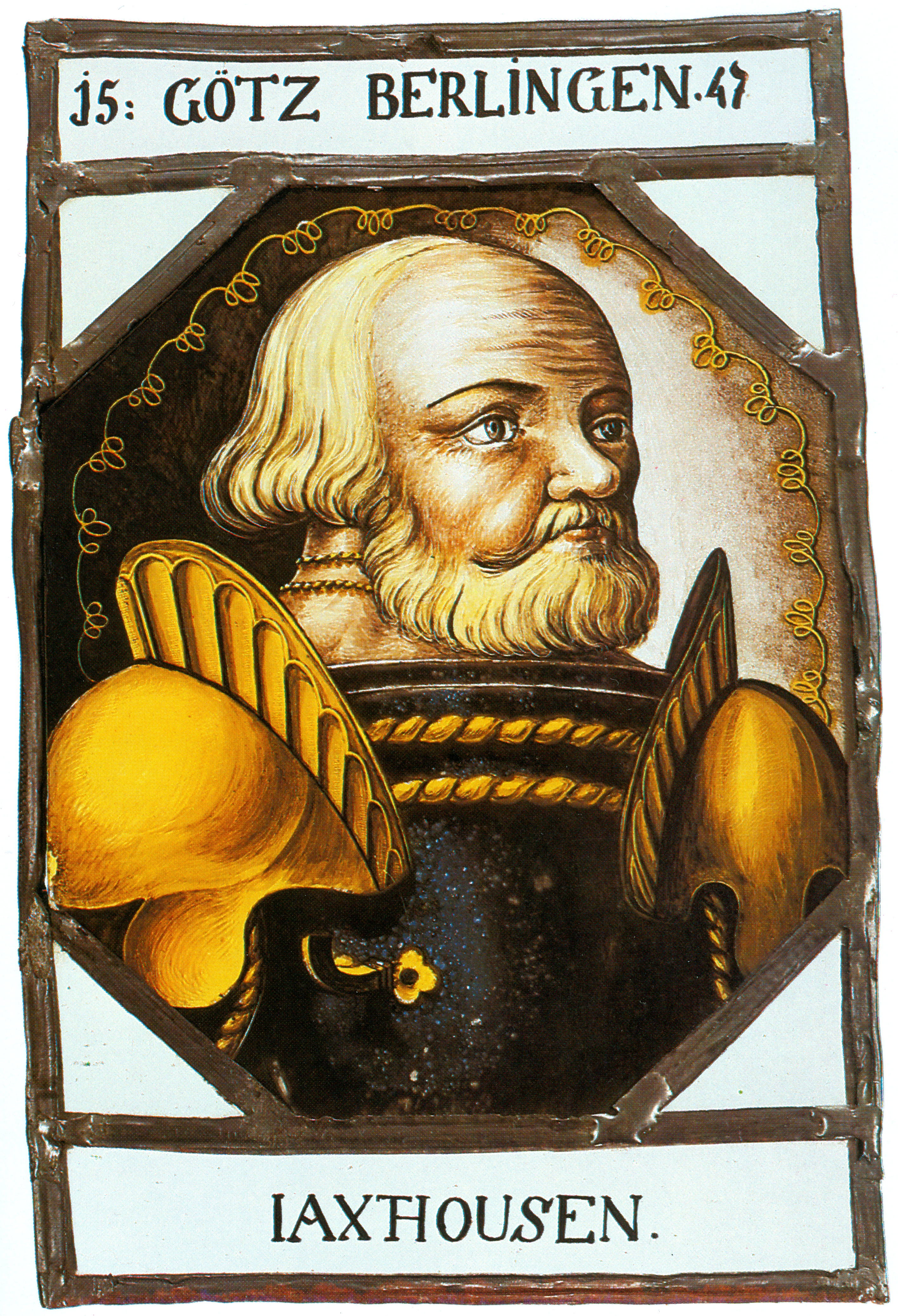
Götz von Berlichingen 1547, Glasmalerei

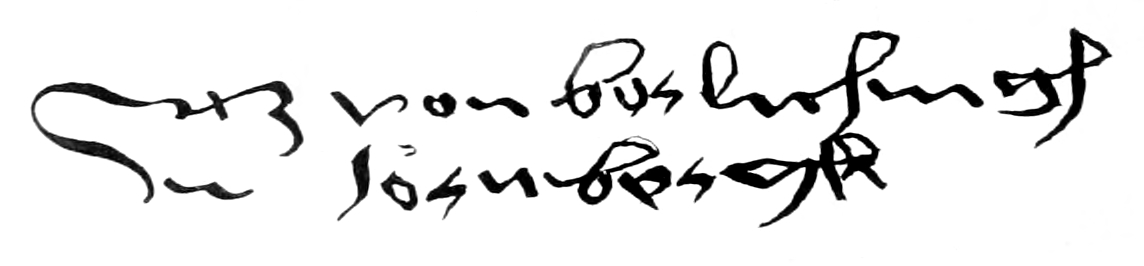
Eigenhändige Unterschrift (Götz von Berlichingen zu Hornberg)

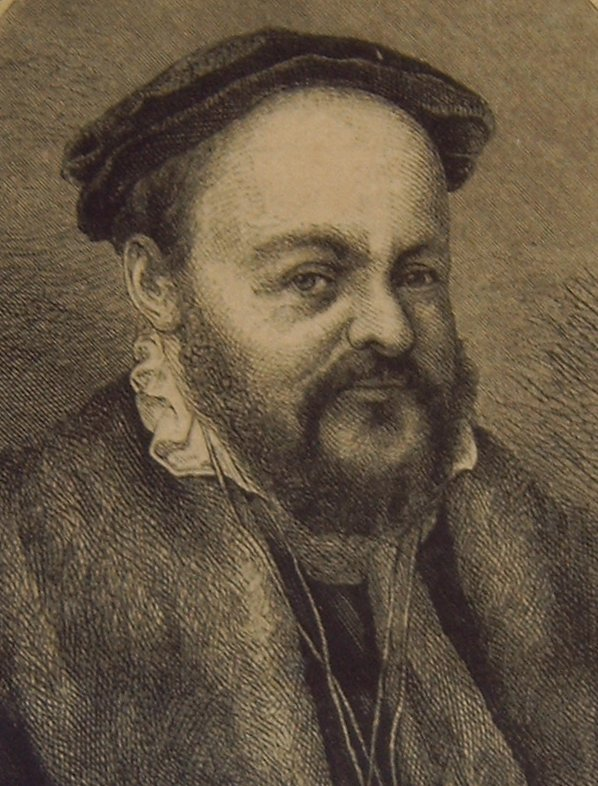
Götz in jüngeren Jahren

Gottfried „Götz“ von Berlichingen zu Hornberg, „mit der eisernen Hand“ (* um 1480 in Jagsthausen; † 23. Juli 1562 auf Burg Hornberg in Neckarzimmern), war ein deutscher Reichsritter. Er wurde vor allem durch seine Rolle im schwäbischen Bauernkrieg und als Vorbild der gleichnamigen Hauptfigur in Johann Wolfgang von Goethes Schauspiel Götz von Berlichingen bekannt. Im Werk wird ihm das berüchtigte „Götz-Zitat“ zugeschrieben („Er aber, sag's ihm, er kann mich im Arsche lecken!“), daraufhin auch bekannt geworden als der sogenannte „Schwäbische Gruß“.

## Biografie

### Kindheit und Jugend
Götz entstammte dem Geschlecht der Herren von Berlichingen und war das letzte von zehn Kindern des Kilian von Berlichingen aus Jagsthausen (1441–30. Mai 1498) und der Margaretha von Thüngen (ca. 1455–1509), verheiratet seit dem 25. Juni 1470. Einige Jahre seiner Kindheit lebte er auf Burg Jagsthausen, lange Zeit verbrachte er zudem auf der Burg Sodenberg, der Stammburg seiner Mutter. Im Alter von etwa zwölf Jahren weilte er ein Jahr lang bei seinem Verwandten Kunz von Neuenstein und besuchte die Klosterschule in Niedernhall am Kocher. 1494 trat er als „Bube“ in den Dienst Konrads von Berlichingen. Dieser war ein Vetter seines Vaters, ein erfahrener Ritter, Hofmeister und Rat der Markgrafen von Brandenburg-Ansbach. Götz begleitete seinen Onkel bei zahlreichen Unternehmungen, so z. B. zu den Reichstagen nach Worms (1495) und nach Lindau (1497), wo Konrad von Berlichingen am 3. Februar 1497 starb.

### Lehrjahre als Knappe
Nach der Überführung des Leichnams seines Onkels nach Schöntal kehrte Götz um Pfingsten 1497 nach Ansbach zurück, wo ihn der Markgraf Friedrich II. zunächst als „Türhüter“ in den Hofdienst unter Hofmeister Hans Berlin übernahm. Da sich der eigensinnige Knabe nicht dem höfischen Protokoll unterordnen wollte, gab ihn der Markgraf bald dem Ritter Veit von Lentersheim zur Lehre. Mit etwa 17 Jahren wandte er sich dem Waffenhandwerk zu, das er sein ganzes Leben lang ausüben und das ihm seinen zweifelhaften Ruhm einbringen sollte. Ende 1497 begleitete er als Edelknabe Georg von Brandenburg-Ansbach, den Sohn des Markgrafen, zur Vermählung des Landgrafen Wilhelm von Hessen nach Kassel. Wilhelm II. von Hessen, „der Mittlere“, war damals Landgraf von Niederhessen und feierte mit Jolanthe, Herzogin von Lothringen († 1500), das Beilager-Hochzeitfest am 9. November 1497. Mit Veit folgte er dem römisch-deutschen König und späteren Kaiser Maximilian I. 1498 nach Burgund, Lothringen und Brabant, die dieser seit 1478 gegen die Ansprüche König Ludwigs XI. von Frankreich verteidigte. Nach seiner Rückkehr trat er wieder in den Hofdienst ein. Er bat jedoch den Markgrafen alsbald um die Befreiung vom Hofdienst und um ritterliche Ausbildung, die ihm als Knappe abermals bei Veit von Lentersheim gewährt wurde, den er 1499 in den Schweizerkrieg begleitete. Nach der Niederlage des Kaisers kehrte Götz über Ansbach nach Jagsthausen zurück.

### Zeit der Fehden

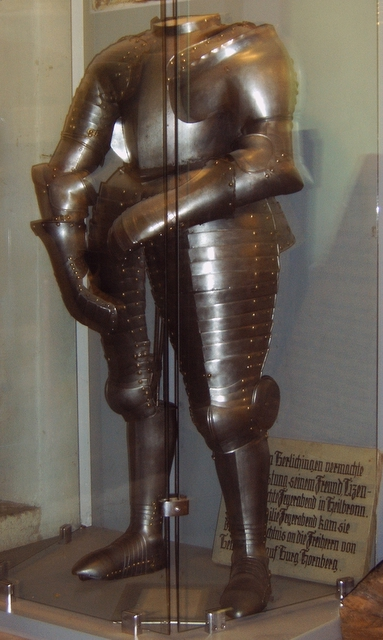
Originalrüstung von Götz von Berlichingen im Museum Burg Hornberg

Obwohl Götz nach eigenem Bekunden in seiner Biografie künftig als freier Ritter nur noch für den Kaiser kämpfen und die Rechte aller Stände verteidigen wollte, verpflichtete er sich nach kurzer Zeit gemeinsam mit seinem Bruder Philipp dem Raubritter Hans Talacker von Massenbach, der sich durch Wegelagerei, Plünderungen und Brandschatzungen bereits einen zweifelhaften Ruf erworben hatte. Als der Schwäbische Bund gegen Talacker zu Felde zog, um diesem das Handwerk zu legen, zog sich Götz auf Intervention seines Vetters Neidhart von Thüngen im Winter 1501/1502 auf dessen Burg Sodenberg zurück.
Danach beteiligte er sich 1502 freiwillig an der Fehde zwischen den Markgrafen von Brandenburg-Ansbach und Nürnberg. Im Frühjahr 1503 schloss er sich gemeinsam mit seinem Bruder Philipp abermals Talacker von Massenbach an, worauf erneut Neidhart intervenierte. Mit diesem zog Götz 1504 auf bayerischer Seite in den Landshuter Erbfolgekrieg zwischen Rheinpfalz und Bayern. Zwei Brüder von Götz kämpften im selben Krieg auf Pfälzer Seite.
Am 23. Juni 1504 verlor Götz bei der Belagerung Landshuts durch einen Kanonenschuss aus einer Feldschlange die rechte Hand. Die Kugel traf nach seiner Schilderung den Schwertknauf, woraufhin dieser zersplitterte, die Splitter die Hand trafen und ungefähr auf Höhe des Handgelenks vom Arm trennten. Ein alter Landsknecht habe ihn danach ans Ende des Lagers geführt, wo ihm ein Wundarzt, aus Vorsorge gegen einen Wundbrand, die Hand ablöste, die nur noch an etwas Haut hing. Weitere Angaben über die Wundbehandlung sind nicht überliefert. Die Verletzung fesselte Götz bis Fastnacht 1505 ans Krankenlager.
Sein Leben war auch in den folgenden Jahren durch zahlreiche Fehden bestimmt. Ihre Zahl war so groß, dass nur die wichtigsten genannt werden können. Er selbst nennt in seiner Autobiographie fünfzehn Kriegs- und Fehdeereignisse in eigenen Angelegenheiten und gibt zudem an, Königen, Kurfürsten sowie seinen „Herren, Freunden und guten Gesellen in ihren selbsteigenen Sachen“ gedient zu haben. In dieser Zeit flackerte das Rittertum ein letztes Mal auf. Noch nicht an den allgemeinen Landfrieden gewöhnt und eifersüchtig auf den Reichtum der Städte und Kaufleute, versuchten viele Ritter als gültig wahrgenommenes oder fingiertes Recht mit Waffengewalt durchzusetzen, um Lösegeld und Beute zu erlangen – seltener zum Schutz Unterdrückter.

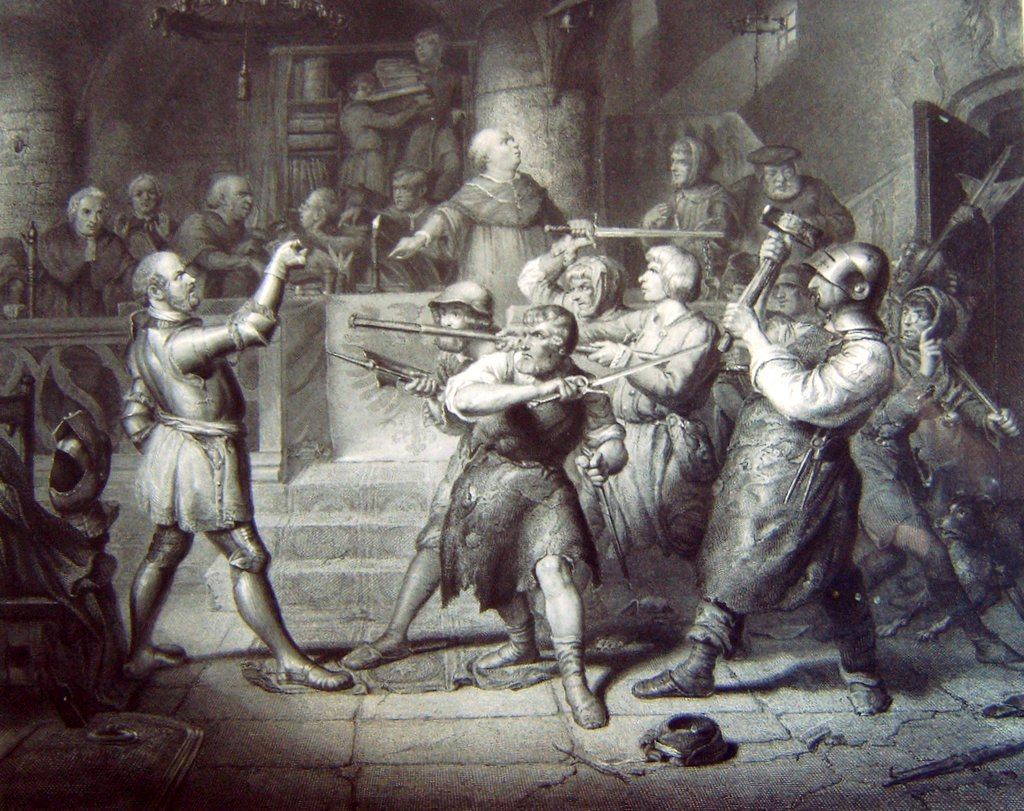
Götz vor dem Heilbronner Rat (künstlerische Darstellung)

Die mehrjährige, erst 1511 beendete Fehde mit den Kölnern, begonnen wegen deren Weigerung, eine Schützenschuld zu zahlen, verwickelte Götz in vier weitere, darunter eine mit dem Bischof von Bamberg. Außerdem führte er eine bittere Fehde mit Nürnberg und überfiel mit 130 Reitern am 18. Mai 1512 zwischen Forchheim und Neuses 95 Kaufleute aus Nürnberg, Augsburg, Ulm und anderen Städten, die unter Bamberger Geleit von der Leipziger Messe kamen. So verhängte Kaiser Maximilian am 5. Juli 1512 die Reichsacht über Götz und seine Genossen, darunter Hans von Selbitz. Der zuvor erfolgte Scheinverkauf des Berlichinger Besitzes an Conz (Konrad) Schott von Schottenstein verhinderte nicht, dass ein kaiserliches Mandat ihnen die Lehensfähigkeit absprach. Die Stände des Schwäbischen Bundes erklärten ihm 1513 die Fehde wegen Schädigung von Bundesmitgliedern. Nach mehreren Kämpfen und langen Verhandlungen wurde Götz mit seinen Genossen am 27. Mai 1514 gegen das Versprechen, 14.000 Gulden zahlen zu wollen, von der Acht entbunden. Nicht lange danach (1515/1516) entspann sich eine neue Fehde zwischen Götz und dem Mainzer Stift und Erzbischof Albrecht, in der Graf Philipp von Waldeck gefangen genommen und erst nach 20 Wochen strenger Haft gegen Zahlung von 8.000 Gulden Lösegeld und 100 Gulden Kostgeld, Hinterlegung eines Lösegeldes von 8.900 Dukaten wieder freigelassen wurde, was die erneute Ächtung Götz von Berlichingens am 11. Februar 1518 zur Folge hatte.

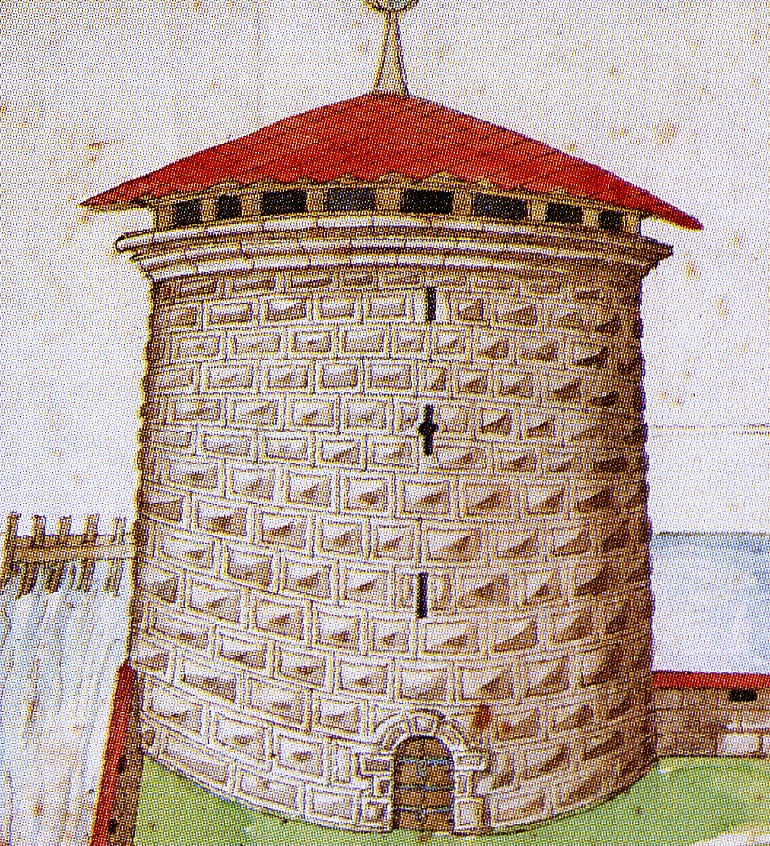
Der Bollwerksturm in Heilbronn 1586

Berlichingen scheint auch vielfach in die Pläne seines Freundes Franz von Sickingen verflochten gewesen zu sein. Er nahm 1515 an dessen Fehde gegen Worms teil, schickte ihm 1516 bei seinem Zug gegen den Herzog von Lothringen Knechte und Pferde zu Hilfe und war auch bei dessen Fehde mit dem Landgrafen von Hessen und der Einnahme von Umstadt 1518 dabei. Aber im Jahr 1519, als der Krieg zwischen dem Schwäbischen Bund und Herzog Ulrich von Württemberg entbrannte, und Götz diesem, wie schon 1514 im Aufruhr des Armen Konrad, Hilfe leistete, wurde er am 11. Mai 1519 in verräterischer Weise gegen Zusage freien Abzugs, wie er selbst erzählt, wahrscheinlicher aber bei einem Ausfall aus dem ihm anvertrauten  belagerten Schloss Möckmühl verwundet und gefangen genommen. Der Schwäbische Bund gab ihn der Stadt Heilbronn in Haft. Nur dem Einspruch des Franz von Sickingen und Georgs von Frundsberg verdankte er, dass er das Gefängnis im Bollwerksturm (nicht Götzenturm) in Heilbronn mit „ritterlicher Haft“ im Gasthaus zur Krone tauschen durfte. Die Bemühungen befreundeter Ritter zu seiner Befreiung blieben erfolglos. 1521 verstarb Götz’ Schwiegervater Arnold Geiling von Illesheim bei einem Besuch in Heilbronn. Die Grabplatte des Arnold Geiling von Illesheim ist im Heilbronner Haus der Stadtgeschichte erhalten. Erst im Oktober 1522 entschloss sich Götz, der sich lange Zeit, trotz Androhung körperlicher Gewalt, geweigert hatte, schließlich doch, Urfehde (beeideter Verzicht auf Fehden) zu leisten und für die Zahlung von 2000 Gulden und Ersatz der Verpflegungskosten Bürgen zu stellen. Er zog sich auf Burg Hornberg zurück, wo er der Sickingenschen Katastrophe entging, bis ihn der 1525 ausgebrochene Bauernkrieg erneut aus seiner Ruhe riss.

### Kauf der Burg Hornberg

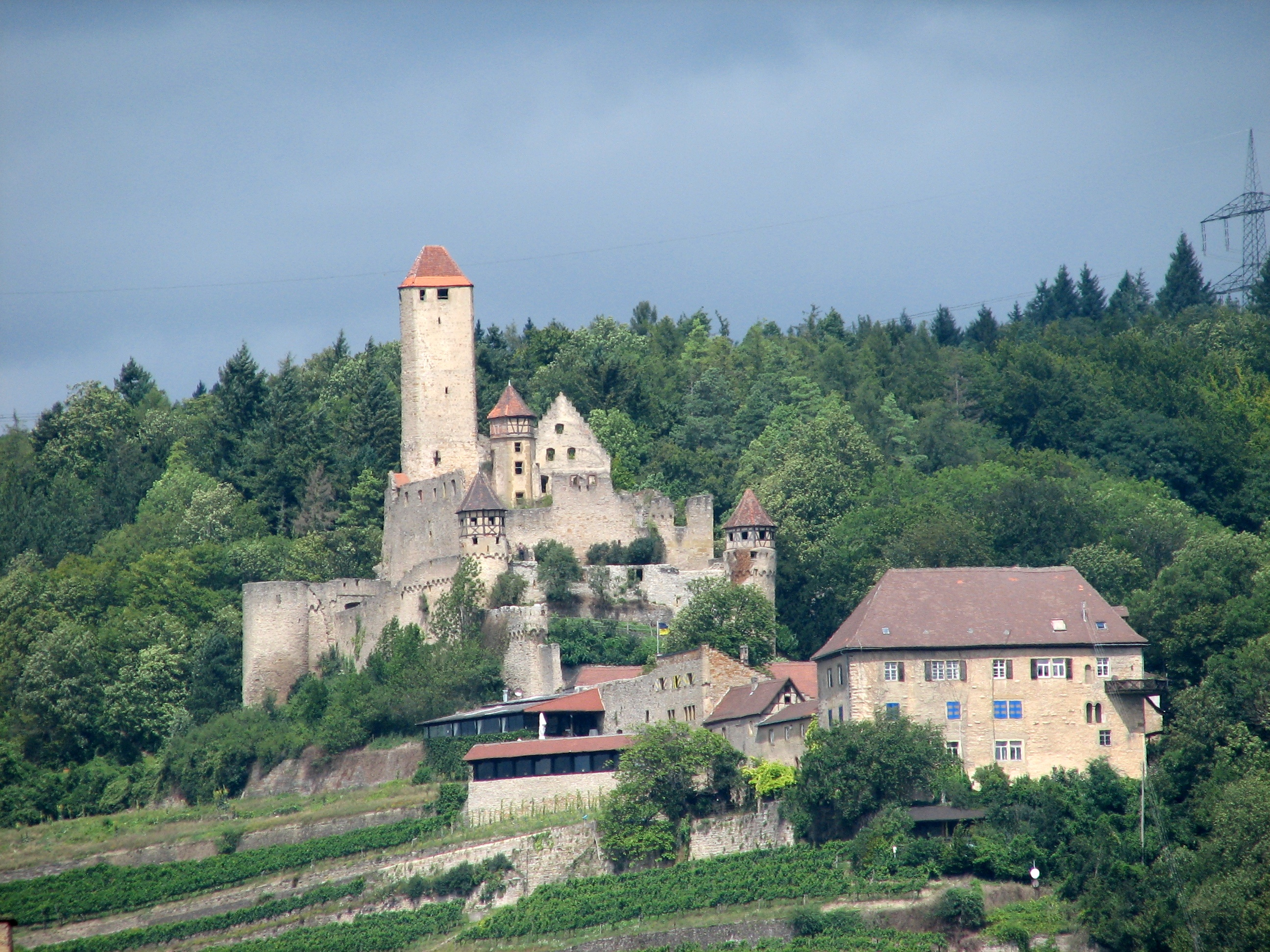
1517 kaufte Götz seine Burg Hornberg

Am 13. April 1517 kaufte Götz die Burg Hornberg von seinem bis dahin langjährigen Weggefährten und Freund Conz (Konrad) Schott von Schottenstein. Götz zahlte 4000 Gulden sofort und sollte 2500 Gulden auf Petri Stuhlfeier (22. Februar), einschließlich Zinsen, ein Jahr später zahlen. Zwischenzeitlich erklärte sich aber Götz dem Pfalzgrafen gegenüber bereit, dessen Fehde zu übernehmen, die dieser gegen Konrad Schott soeben (1518) erklärt hatte. Konrad habe seinen Gefolgsmann Georg Rüdt von Bödigheim auf dessen Heimreise fangen lassen, als er bei Konrad eine Schuld seines Vaters beglichen hatte. Die Übernahme dieser Fehde wurde Götz innerhalb der fränkischen Ritterschaft stark verübelt. Zweimal entging Götz selbst knapp der Gefangennahme durch Konrad, einmal bei der Übergabe der letzten Kaufrate von 2500 Gulden an Konrads Frau Dorothea, geborene von Absberg, in Schweinfurt. Man hatte Götz gewarnt, und so entfloh er durch das einzige von Konrads Häschern nicht bewachte Stadttor. Das andere Mal bei seinem missglückten Versuch, bei Markt Marktbergel mit unterlegenen Kräften seinerseits Konrad gefangen zu nehmen. Schließlich gelang es Götz, den Veit Schott, der Eigentümer der Wasserburg Eichelsdorf bei Hofheim in Unterfranken war, gefangenzusetzen.
Schon in seiner Jugend lernte er Burg Hornberg durch einen Besuch mit seinem Onkel kennen und soll sich für die mächtige Anlage und den unterhalb der Burg wachsenden Wein begeistert haben. Speziell der Weinbau dürfte auch von erheblichem wirtschaftlichen Vorteil gewesen sein. Später kaufte er noch den in der Nähe gelegenen Stockbrunner Hof als Wirtschaftshof dazu, der bis heute zur Burg gehört.

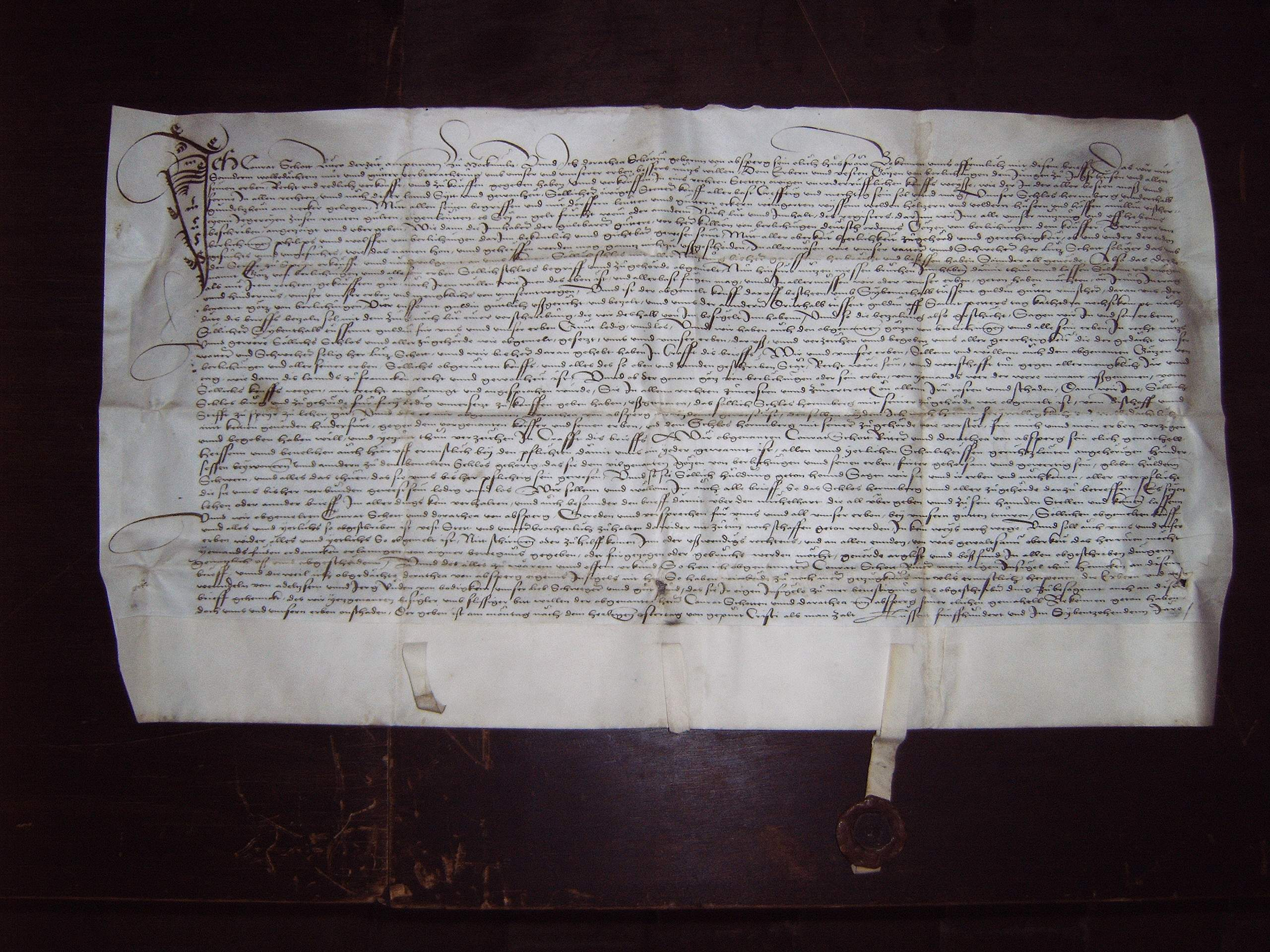
Kaufbrief über Burg Hornberg
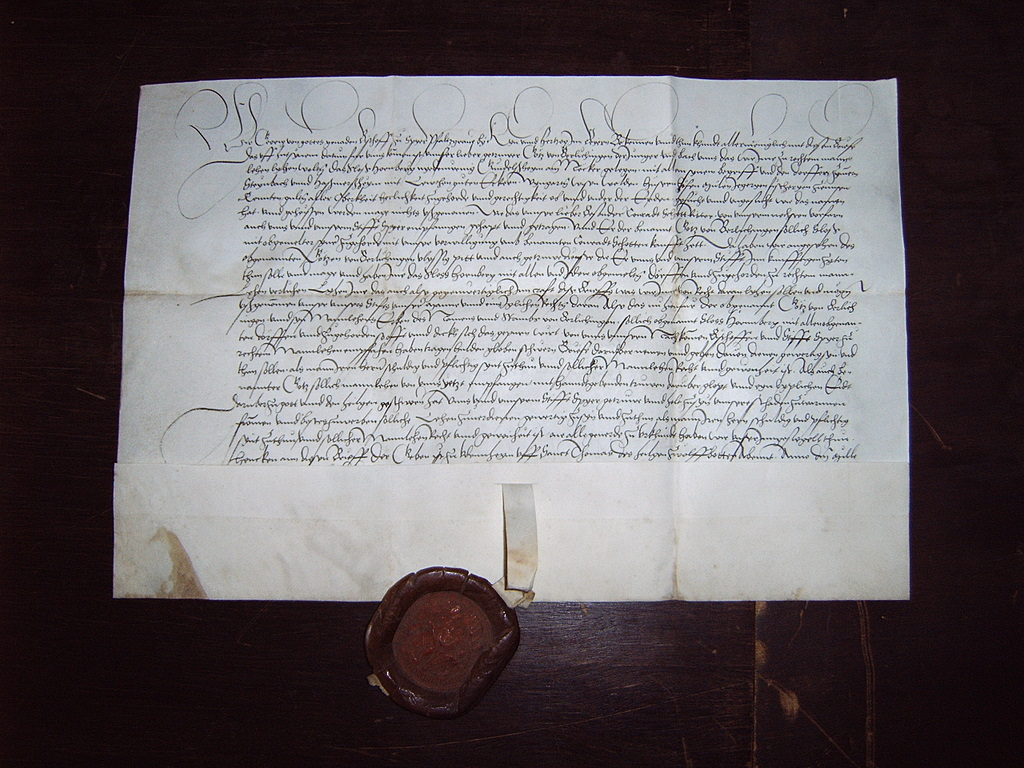
Mit dieser Urkunde wurde Götz von Berlichingen mit Burg Hornberg belehnt

### Die Rolle im Bauernkrieg

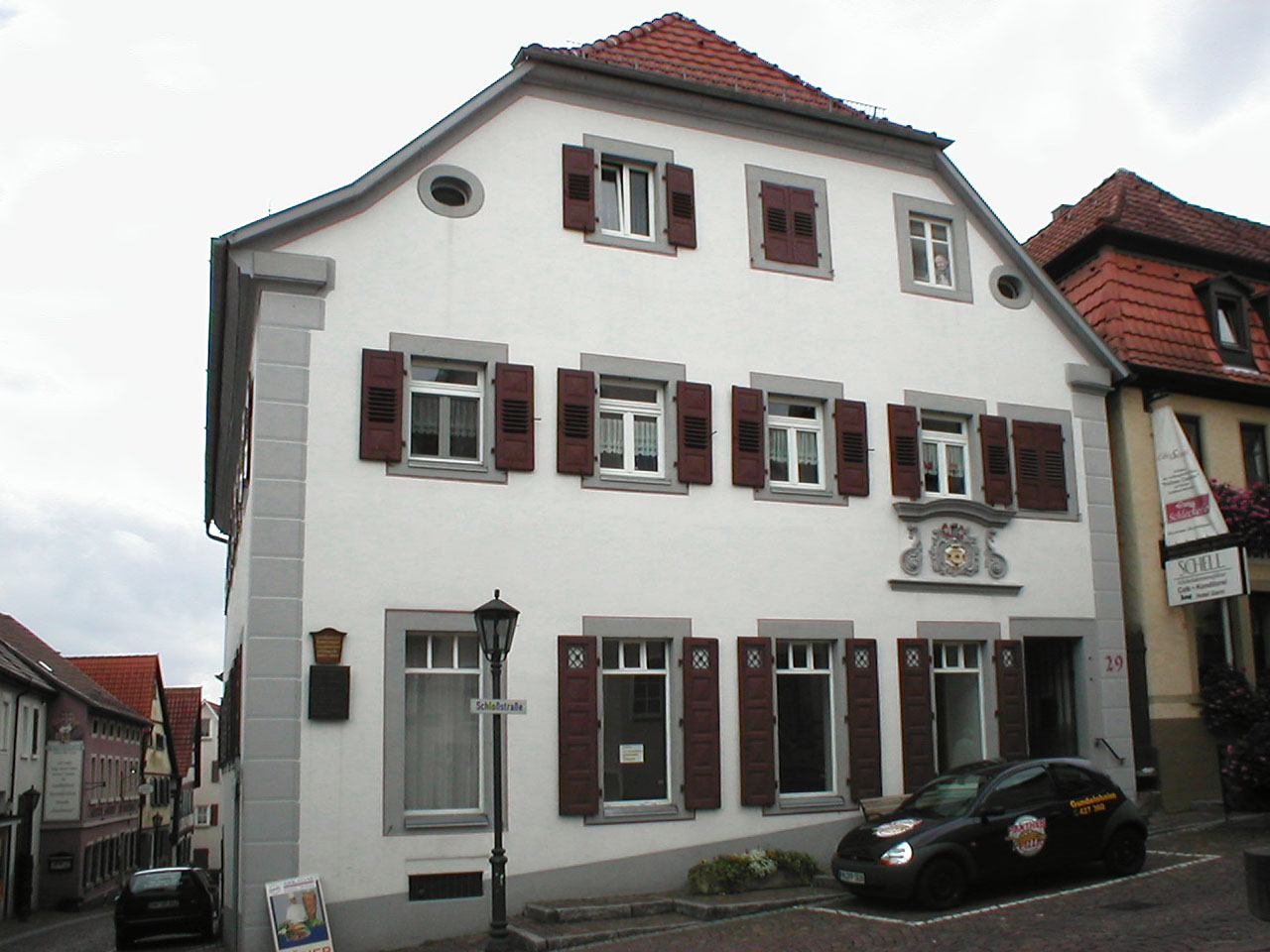
In diesem Haus in Gundelsheim ging Götz 1525 den Bund mit den Bauern ein.

Als der sogenannte Neckartal-Odenwälder Haufen unter Führung Georg Metzlers nach Gundelsheim in die Nähe seiner Burg kam, sah sich Götz, wie viele seiner Standesgenossen, gezwungen, einen Vertrag mit den Bauern zu schließen und sich unter Vorbehalt in den Dienst gegen den Schwäbischen Bund verpflichten und in die „christliche Brüderschaft“ der Bauern aufnehmen zu lassen (24. April 1525). Da es keinen anderen kriegserfahrenen Anführer gab, zwangen die Bauern Götz, die Führung des Neckartal-Odenwälder Haufens zu übernehmen, und ernannten ihn zu ihrem Hauptmann (Kellerei in Buchen (Odenwald)). Er belagerte zwar den Würzburger „Frauenberg“ (heute Marienberg), benutzte aber vier Wochen später seine Entsendung gegen das schwäbische Bundesheer, um sich im Mai wieder auf seine Burg zu begeben. Unter seinem, Hans Berlins von Heilbronn und Wendel Hiplers Einfluss wurde am 4. Mai im Kloster Amorbach eine „Declaration“ der Zwölf Artikel erlassen, die diese wesentlich abmilderte. Die Verbreitung dieser Declaration wurde von einem Großteil der Bauern sehr übel aufgenommen und ihre Urheber bedroht, sodass man nicht weiß, ob Götz während dieser Wochen nicht eher Gefangener der Bauern als ihr Hauptmann war. Hatte er die Besetzung Amorbachs und die Plünderung der Benediktinerabtei dort noch gebilligt, geschahen die Zerstörung der Wildenburg und andere Gewalttaten auf dem Zug nach Würzburg doch gegen seinen Willen.
Nach Beendigung des Bauernkriegs wurde Götz angeklagt und er rechtfertigte sich persönlich vor dem Truchsess von Waldburg und dem Reichstag in Speyer 1526 mit der Begründung, er habe die aufgezwungene Führung nur angenommen, um Schlimmeres zu verhindern. Zwar erklärte ihn das Reichskammergericht am 17. Oktober 1526 für schuldlos, doch wurde er auf Betreiben seiner Feinde im Schwäbischen Bund am 7. Mai 1528 auf einer Reise nach Stuttgart in Blaufelden im Gasthof des Georg von Eisesheim, einem Diener des Schwäbischen Bundes, überfallen und zu dem Gelübde gezwungen, sich dem Bund zu stellen. Trotz Warnung seiner Freunde folgte er der Aufforderung, am 27. November 1528 in Augsburg zu erscheinen. Dort wurde er festgenommen und vom 30. November 1528 bis zum 1. März 1530 im Kreuz-Torturm gefangen gehalten. Nur gegen Leistung einer Urfehde wurde er am 4. März aus der Haft entlassen. Götz musste schwören, sich zeit seines Lebens nur noch im Bereich seiner Burg Hornberg aufzuhalten, nie wieder ein Pferd zu besteigen und keine Nacht außerhalb des Schlosses zu verbringen. Außerdem musste er den Bischöfen von Mainz und Würzburg eine Entschädigung zahlen und – mit Stellung von Bürgen – eine Geldstrafe (Pönal-Stipulation) von 25.000 Gulden geloben.

### Die letzten Jahre
Götz hielt sich vereinbarungsgemäß in den nächsten Jahren innerhalb der Gemarkung seiner Burg auf und wurde durch Zerwürfnisse mit dem Hochstift Würzburg über streitige Lehen und einen Prozess um die Entschädigungszahlung an Mainz in Anspruch genommen, den er 1534 gewann. Er  baute Wein an seiner Burg Hornberg an und erlernte das Handwerk des Schnapsbrennens.
Um 1540 löste der Kaiser den bereits 60-jährigen aus seiner Acht und nahm ihn unter seinen Schutz und Schirm, weil er die Dienste des erfahrenen Kriegers im Kampf gegen die Türken benötigte. Götz kam der Aufforderung nach, binnen vierzehn Tagen hundert Ritter zusammenzubringen, und gelangte mit diesen bis nach Wien, wo er ein bis zwei Monate war, doch wegen des insgesamt wenig glücklichen Ausgangs dieses Kriegzuges im Winter wieder nach Hause entlassen wurde. Noch einmal zog er mit Karl V. gegen die Franzosen, erkrankte vor St. Dizier an der Ruhr und zog nach der Übergabe der Stadt ins Landesinnere. Nach dem Frieden von Crépy 1544 kehrte er nach Hornberg zurück, wo er die letzten Jahre in Ruhe verbrachte. Die große Zeit der Ritter und des Götz von Berlichingen war vorbei. Er starb am 23. Juli 1562 „uber etlich und achtzig Jahr alt“ und wurde im Kreuzgang des Klosters Schöntal beigesetzt.

## Die „Eiserne Hand“

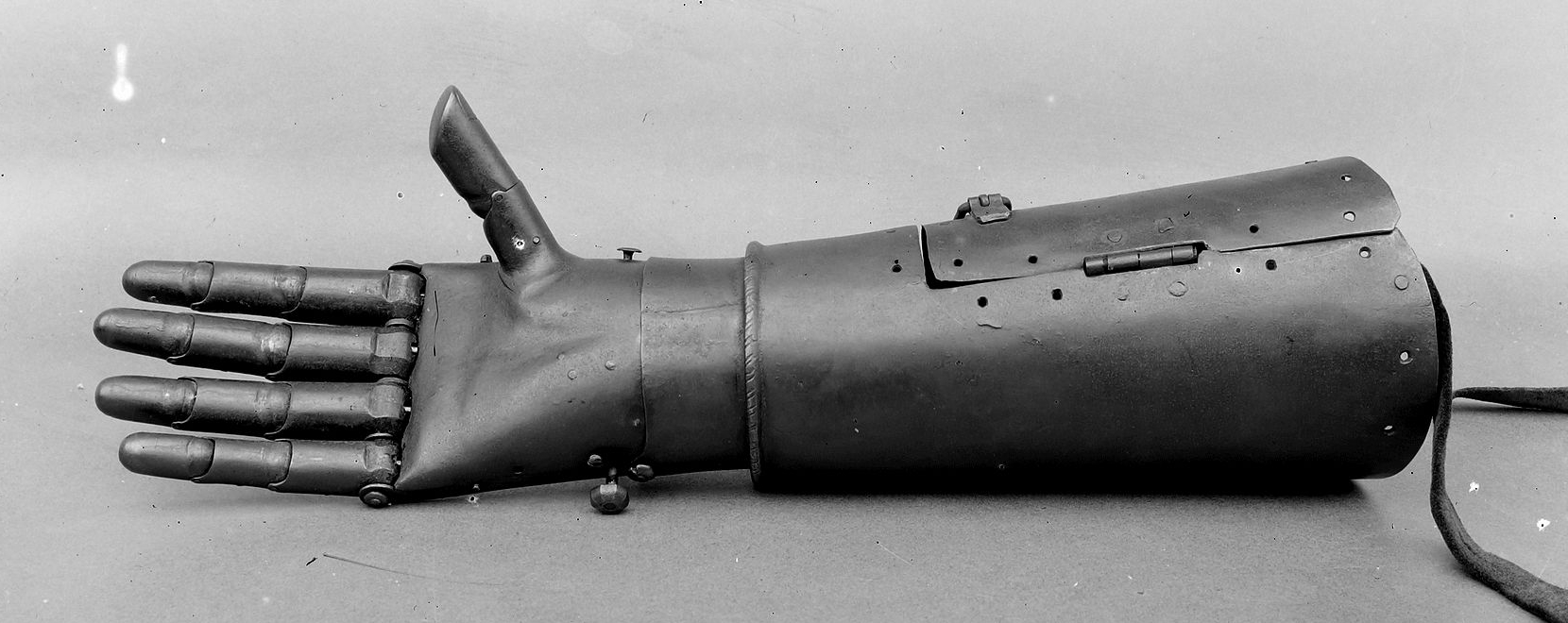
Die jüngere Eiserne Hand des Ritters Götz von Berlichingen

Götz berichtet in seiner Autobiografie selbst, er habe sich noch auf dem Krankenlager (1504/1505) an einen Reiter namens „Kochle“ erinnert, der eine eiserne Hand besessen habe. Jedenfalls ließ er sich im Laufe der Zeit zwei solche Eiserne Hände anfertigen: Die ältere entstand um 1510, die jüngere und wesentlich bekanntere rund 20 Jahre später. Sein Beiname „mit der eisernen Hand“ wird erstmals im Jahr 1518 erwähnt.
Bei beiden Prothesen konnten die Finger mit Hilfe eines innenliegenden Sperrklinken-Mechanismus arretiert werden, auf Knopfdruck sprangen sie unter Federdruck wieder in die offene Ausgangslage zurück. Handprothesen nach diesem Konstruktionsprinzip waren im 16. Jahrhundert weit verbreitet.
Die jüngere der beiden „Götzhände“ ist jedoch neben der wohl vom selben Hersteller stammenden Balbronner Hand die mit Abstand komplexeste ihrer Art. Bei ihr lassen sich die Finger in drei Gelenken bewegen (der Daumen in zwei Gelenken), außerdem kann das Handgelenk auch abgewinkelt und gegenüber dem Armstulp gedreht werden.

## Werke und Rezeption

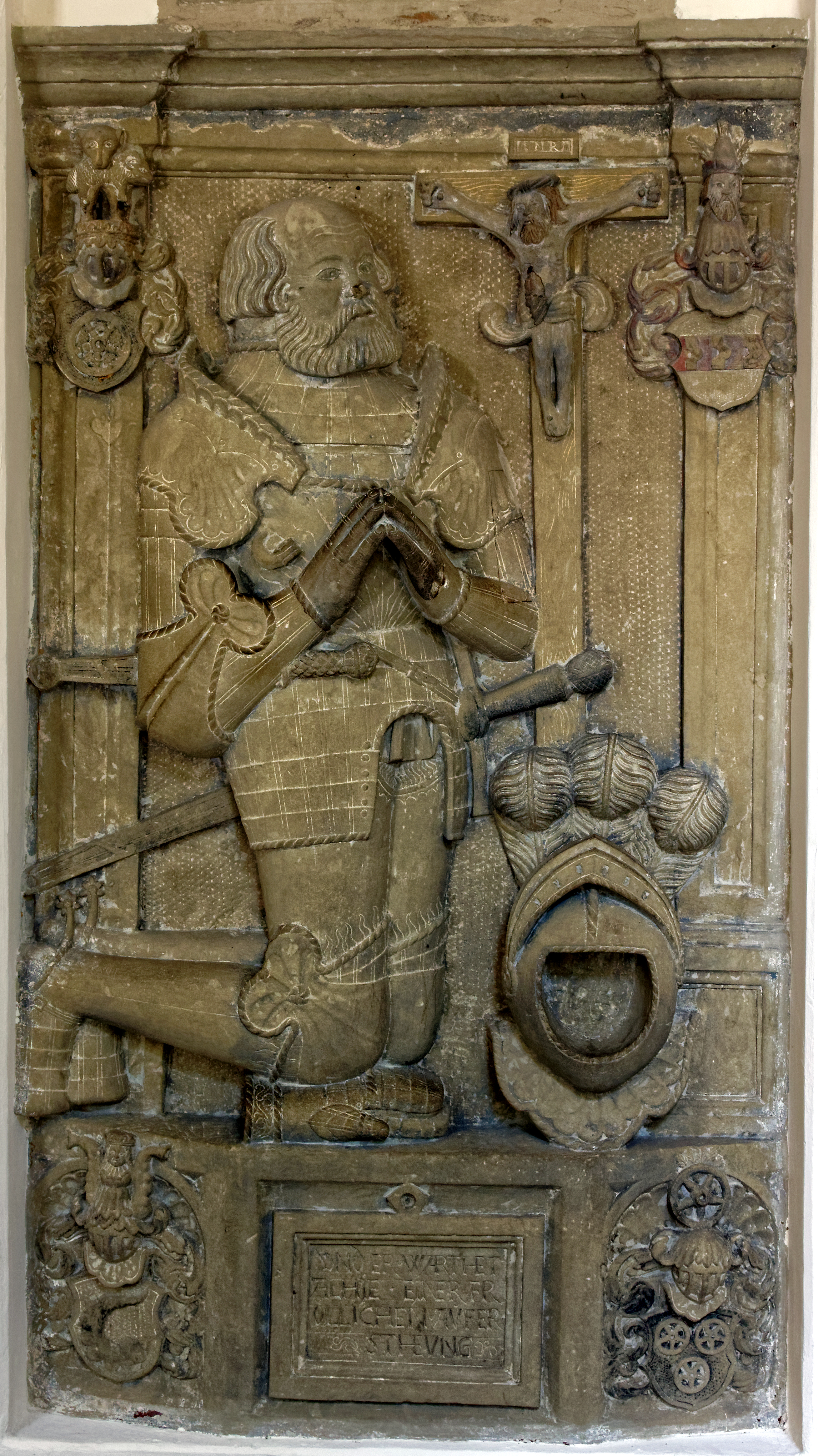
Epitaph Götz von Berlichingens im Kreuzgang des Klosters Schöntal

Im Alter, halb erblindet, diktierte er seine Autobiographie im Stil eines Ritterromans. Die skrupellose Fehde-Wirtschaft des berüchtigten Raubritters verklärte er selbst mit angeblich altruistischen Motiven, die ihn als Verteidiger der Entrechteten und Beleidigten zeigen. So ist die Darstellung trotz ihrer Unbeholfenheit und mancher Unzulänglichkeiten ein getreues Abbild der Werte jener Zeit, besonders des Adels.
Goethe verarbeitete den Stoff zu seinem berühmten Schauspiel Götz von Berlichingen mit der eisernen Hand, in dem allerdings die historische Treue keineswegs gewahrt ist. Goethe instrumentalisiert den „Götz“ in seinem Sturm-und-Drang-Drama wegen der vielen Auseinandersetzungen mit Reichsfürsten zum Kämpfer gegen den Feudalismus. Der dem Götz von Goethe in den Mund gelegte, berüchtigt gewordene Textabschnitt lautet wie folgt:

„Vor Ihro Kayserliche Majestät hab ich, wie immer schuldigen Respect. Er aber, sags ihm, er kann mich im Arsche lecken!“

Gerhart Hauptmann stellt Götz hingegen in seinem Drama Florian Geyer (1896) als Verräter dar.
Im Jahr 2010 produzierte Playmobil im Auftrag des Germanischen Nationalmuseums zu dessen Ausstellung „Mythos Burg“ den Götz von Berlichingen als Spielfigur.
Götz von Berlichingen ist als Spielfigur Teil der Catan – Deutschland-Edition.

## Familie und Nachkommen
Götz von Berlichingen war zweimal verheiratet: mit Dorothea von Sachsenheim und seit dem 17. November 1517 in zweiter Ehe mit Dorothea Gailing von Illesheim. Aus diesen Ehen gingen drei Töchter und sieben Söhne hervor. Er lebte mit seiner Familie auf Burg Hornberg, nach der er sich, ebenso seine Söhne und Enkel, auch benannte, mit dem Namen von Berlichingen zu Hornberg (so unterzeichnete er auch seine Lebensbeschreibung).
Seine Nachkommen bilden die sogenannte Hornberg-Rossacher Hauptlinie, die um 1900 noch den Namen „Berlichingen-Rossach“ führte. Die Linie Berlichingen-Jagsthausen stammt von seinem Bruder Hans von Berlichingen ab. Friedrich Wolfgang von Berlichingen-Rossach (1826–1887), Major und Mitglied der Ersten badischen Kammer, 1859 in den württembergischen Grafenstand erhoben, schrieb die Geschichte des Ritters Götz v. Berlichingen mit der eisernen Hand und seiner Familie (Leipzig 1861, Verlag Brockhaus).